# Václav Oplt
Václav Oplt (1. října 1847 Veselá – 9. září 1935 Libochovice) byl český římskokatolický kněz, čestný kanovník Katedrální kapituly u sv. Štěpána v Litoměřicích a arciděkan v Libochovicích.

## Život

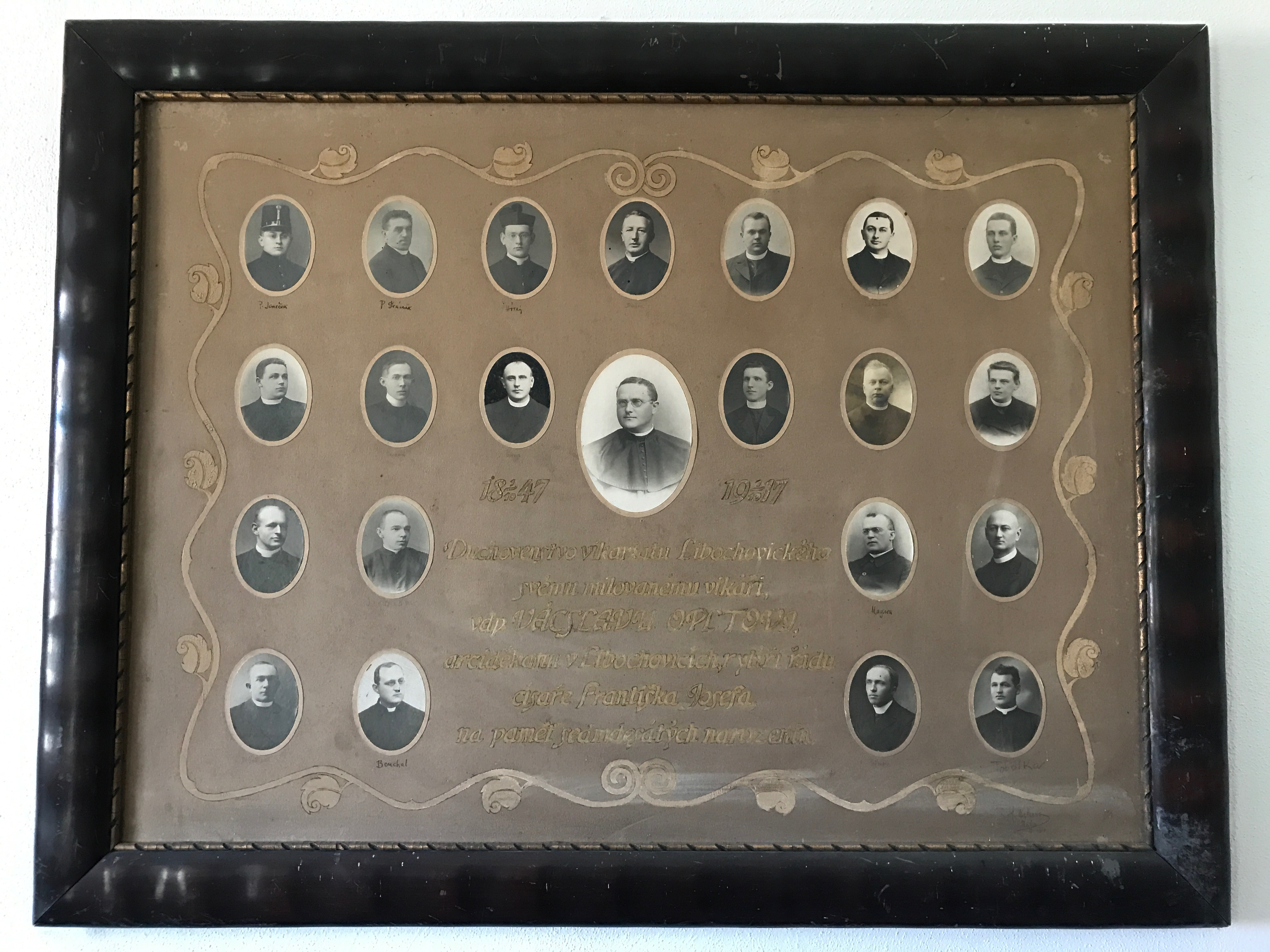
Tablo kněží libochovického vikariátu na poděkování za 70 let života Václava Oplta

Kněz Václav Oplt byl od roku 1883 kaplanem v Libochovicích a od roku 1894 se tam stal farářem a posléze od roku 1900 děkanem. Celkem v Libochovicích působil 52 let až do své smrti. V roce 1902 provedl rozsáhlou opravu kostela Všech svatých. Povolal také pražského malíře Josefa Mathausera, stoupence tzv. nazaretské malířské školy, který nejprve namaloval koncept obrazu "Matka Boží s českými patrony" umístěný v kapli na libochovickém děkanství a posléze zvětšeninu tohoto obrazu přenesl nad kněžiště kostela. Tato nástropní malba s členitým obrysem zpodobňuje české světce nad nimiž trůní Matka Boží s korunkou na hlavě a dítětem Ježíšem na klíně. V roce 1903 pod vedením Oplta provedli sochaři Vorel a Čapek sochařskou výzdobu kostela.
Byl známý působením v dobročinných a kulturních spolcích, zažil však také útoky na umělecké artefakty. V září roku 1919 píše do pamětni knihy libochovické farnosti: "V měsíci září poškodili bohapustí nevěrci sochu sv. Jana Nepomuckého u mostu (v Libochovicích) a u Slatiny. U mostu kladivem obličej sochy poškodili, u Slatiny hlavu sochy urazili. Smutné to následky štvaní proti svaté církvi." Bezhlavá socha světce byla ze Slatiny odstraněna a přestěhována k libochovickému děkanství, kde se nachází dosud. Nevyhnul se ani tvrdé kritice z strany místního tisku, který byl politický, ale zároveň protižidovský a antikřesťanský. Za svou službu byl jmenován čestným kanovníkem katedrální kapituly v Litoměřicích, osobním arciděkanem a papežským prelátem. Pohřben je naproti vchodu hřbitovní kaple sv. Vavřince v Libochovicích.